# Filip Haman
Filip Haman (* 20. květen 1998, Česko) je český hokejista. Hraje na postu obránce.

## Hráčská kariéra
- 2017/2018 HC Frýdek-Místek 1. liga
- 2018/2019 HC Oceláři Třinec ELH
- 2019/2020 HC Oceláři Třinec ELH
- 2020/2021 HC Oceláři Třinec ELH
- 2021/2022 Aqotec Orli Znojmo